# Кімчиччиге
Кімчіччіґе (кор. 김치찌개, gimchi jjigae, kimch'i tchigae) — варіант ччіґе або рагу по-корейськи, приготоване з кімчі та інших інгредієнтів, таких як зелена цибуля, городня цибуля, нарізаний кубиками тофу, свинина та морепродукти, хоча свинина і морепродукти як правило не використовуються спільно. Кімчіччіґе - типове ччіґе в Кореї.

## Історія
Кімчі як просто квашені овочі вживалося в Кореї з давніх-давен, але сучасний вигляд набув у середині правління династії Чосон, коли в країну вперше був ввезений червоний гострий перець. Є припущення, що саме в той період кімчхиччиге був остаточно сформований як корейська страва.

## Приготування та подача на стіл
Кімчіччіґе часто готують в корейських будинках, в яких використовують старий, який більше піддається бродінню «зрілий» кімчі, що створює сильний стійкий смак і містить таку кількість бактерій, що і в йогурті. Це тушкована страва, як було сказано раніше, дуже пахуча, якщо приготовлена зі старим кімчі, тоді як зі свіжим кімчі не досягне такого ефекту. Кімчі - це головний компонент в кімчиччиге, а наявність інших інгредієнтів залежить від індивідуальних побажань людини.
Нарізаний кімчі кладуть в ємність з яловичиною, свининою або морепродуктами, тофу, нарізаною зеленою цибулею і часником і все це варять в воді або в myeolchi (бульйон з анчоусів). Страву потім заправляють або твенджаном (соєва паста) або кочхуджаном (соєва паста з гострим перцем) .
Як і багато інших корейських страв, кімчіччіґе ставлять в центр столу, якщо трапезують двоє людей. Також стіл з кімчиччиге сервірується разом панчханом (різного роду корейські салати і закуски) і рисом. Кімчіччіґе зазвичай готується і подається на стіл киплячим в кам'яному горщику.

## Варіанти
Крім стандартних інгредієнтів, таких як яловичина, свинина або курятина, деякі інші варіанти отримали свої особливі імена.
- Чхамчхі кімчиччиге (참치 김치 찌개) готують з тунцем, зазвичай в консервованому вигляді, щоб спеціально використовувати для ччиге. Це варіант кімчиччиге в основному використовується для пікніків і походів, тому його легко готувати[3].
- Ккончхі імчиччиге (꽁치 김치 찌개) готують з сайра.
- Пудеччиге (부대 찌개) готують із сумішшю різних інгредієнтів: локшиною (зазвичай - локшина швидкого приготування), тунцем, м'ясними консервами, овочами, в бульйоні кімчиччиге. Пуде означає «військова частина» в Кореї. Цей варіант кімчиччиге був популярний як серед солдатів, так і серед цивільних, які жили навколо військових баз, які знайшли його зручним для утилізації залишків їжі.